# Výluka (práce)
Výluka je zamezení výkonu práce zaměstnavatelem. Většinou představuje krajní prostředek při vyjednávání se zaměstnanci, neboť je provázena omezením nebo přerušením výplaty mezd. Opakem výluky je stávka.

## Výluka v Česku
Výluka je v Česku upravena zákonem o kolektivním vyjednávání. Podle tohoto zákona nemůže být výluka vyhlášena v jiných případech než v těch, co souvisejí s uzavřením kolektivní smlouvy. Výluku zahajuje zaměstnavatel, který o ní musí tři dny předem informovat odbory a zaměstnance, jichž se týká. Zaměstnanci při ní mají nárok na část průměrného výdělku. V době přijímání zákona se proti možnosti výluky stavěly odbory.